# Islamisches Bankwesen
Das Islamische Bankwesen (englisch Islamic banking; arabisch مصرفية إسلامية, DMG maṣrifīya islāmīya) ist ein Teilbereich des islamischen Finanzwesens und betreibt islamkonforme Bankgeschäfte.

## Allgemeines
Das internationale Bankwesen besteht aus Kreditinstituten, Wertpapierdienstleistungsunternehmen, Investmentbanken, Finanzdienstleistungsinstituten und allen übrigen privatrechtlich organisierten banknahen Unternehmensarten, für die der Betriebszweck ganz oder überwiegend Finanzdienstleistungen beinhaltet. Das Attribut „islamisch“ weist auf die religionsbedingten Besonderheiten dieses Dienstleistungssektors hin. Bankgeschäfte müssen demnach im Einklang mit den religiösen Regeln des Islam, den Rechtsquellen der Fiqh und der Sunna sowie der Schari'a stehen. Die klassischen westlichen Bankgeschäfte wie insbesondere Kreditgeschäft, Passivgeschäft, Investmentgeschäft oder sonstige zinstragende Geschäfte können im islamischen Bankwesen nicht in ihrer üblichen Form genutzt werden.
Der internationale Kreditverkehr, internationale Zahlungsverkehr und der Interbankenhandel sind von Kapitalverkehrsfreiheit, Dienstleistungsfreiheit und Vertragsfreiheit geprägt. Diesen Prinzipien widersprechen alle Finanzkontrakte, die den islamischen Regeln des allgemeinen Zinsverbots (arabisch Ribā), des Verbots der Spekulation (Gharar) und des Verbots des Glücksspiels (maysir, qimār) unterliegen.
Die Vertragsfreiheit ermöglicht jedoch westlichen Banken die Aufnahme einer Geschäftsbeziehung auch zu islamisch handelnden Geschäftspartnern. Das allgemeine Zinsverbot verbietet es islamischen Kreditinstituten, zinstragende Bankgeschäfte zu betreiben, die jedoch die Grundlage für das marktübliche Kredit- oder Einlagengeschäft von nicht-islamischen Banken bilden. Um dennoch derartige zinstragende Geschäfte mit islamischen Geschäftspartnern durchführen zu können, wurden von den Marktteilnehmern neue Finanzkontrakte auf Grundlage von Sachdarlehensverträgen entwickelt, die aufgrund von Rechtsgutachten (fatwa) Schari'a-konform sind. Shari’a-konformes Handeln bedeutet, Finanzierungen, Versicherungen, Konsum und Investitionen
strikt nach den islamischen Glaubensregeln zu gestalten. Für die islamischen Finanzinstitute legen der Koran und die Sunna die religiösen und rechtlichen Rahmenbedingungen fest und bilden auch das soziale und ethische Fundament für das gesamte islamische Finanzwesen.
Das Hawala-Zahlungssystem gehört nicht zum islamischen Bankwesen, sondern zum islamischen Finanzwesen. Das liegt daran, dass einerseits keine Kreditinstitute involviert sind und andererseits keine bankmäßigen Zahlungsverfahren genutzt werden.

## Geschichte
Im islamischen Kulturkreis entwickelte sich ab dem 6. Jahrhundert – also noch in vorislamischer Zeit – die Mudaraba, die bis heute eine wichtige Art des islamischen Bankwesens repräsentiert. Sie entstand als stille Gesellschaft, bei der ein Kapitalgeber das Kapital bereitstellt und der Unternehmer die Arbeitsleistung erbringt. Sie gilt als Rechtsvorgängerin der italienischen Kommenda (italienisch commendare, „anvertrauen“), die erstmals im Mai 1072 in Venedig auftauchte. Im 11. Jahrhundert scheint auch in Ägypten bereits die Musharaka vorgekommen zu sein. Im 1299 beginnenden Osmanischen Reich gab es trotz islamischen Zinsverbots ein zinsorientiertes Bankensystem, um die hohen Staatsausgaben finanzieren zu können. Sein Bankwesen beherrschten Griechen, Juden und Armenier. Der jüdische Bankier Joseph Nasi zog 1554 nach Konstantinopel, wo er für den osmanischen Hof arbeitete.
Während des Mittelalters herrschte zeitgleich im Christentum weitgehend das Zinsverbot (nur nicht für Juden), Juden unter sich mussten das Zinsverbot (hebräisch neshek, „Abbiss“) jedoch beachten. Während sich das christliche Zinsverbot allmählich lockerte und innerhalb der katholischen Kirche von Papst Pius VIII. In einem Schreiben vom 18. August 1830 an den Bischof von Rennes formal aufgehoben wurde, trat im Islam eine Gegenbewegung ein.
Als erste islamische Bank gilt die 1963 in Ägypten gegründete Mit Ghamr Local Savings Bank. Ihre Gründung ist auf den Ägypter Ahmad an-Naddschār (1932–1996) zurückzuführen, der 1959 bei Heinrich Rittershausen an der Universität Köln mit einer Arbeit über „Hindernisse direkter Auslandsinvestitionen in Ägypten“ promovierte. Er studierte während seines Deutschlandaufenthaltes das deutsche Sparkassenwesen und begann 1963 mit Unterstützung von Rittershausen und Günter Schmölders in dem ägyptischen Ort Mit Ghamr mit dem Aufbau einer zinslosen Sparkasse, die innerhalb von kurzer Zeit 200.000 Sparer überwiegend aus dem ländlichen Raum gewann. Den Sparern wurden für ihre Einlagen anstelle von Zinsen der Anspruch auf zinslose Kredite und im Notfall die Unterstützung aus einem religiösen Spendenfonds geboten. Größere Sparer wurden außerdem an einem Investitionsfonds beteiligt, der ihnen anteilige Gewinne garantierte. Im Jahre 1967 wurde das Projekt allerdings durch Gamal Abdel Nasser beendet. Es folgte als Finanzinstitution die 1969 in Malaysia entstandene Tabung Haji.
Ahmad an-Naddschār kehrte nach Zwischenaufenthalten in Sudan und Deutschland 1971 nach Ägypten zurück und wurde Mitglied einer Kommission von Experten aus islamischen Ländern zur Errichtung eines islamischen Bankensystems. 1972 veröffentlichte er sein Buch „Zinslose Banken als Strategie zur wirtschaftlichen und gesellschaftlichen Entwicklung in den islamischen Ländern“. Im Jahr 1972 wurde er Mitglied des Vorbereitungskomitees der Organisation der Islamischen Konferenz (OIC) in Dschidda für die Errichtung der Islamischen Entwicklungsbank.
Eine Konferenz der islamischen Außenminister im Februar 1972 in Kairo bereitete alternative Vorschläge zur Behandlung von Finanzangelegenheiten vor. Ahmad an-Naggār fasste 1977 in seinem Buch „Der Weg des islamischen Erwachens. Banken ohne Zinsen“ (Manhaǧ aṣ-ṣahwa al-Islāmīya. Bunūk bilā fawāʾid) den Unterschied zwischen islamischen und gewöhnlichen Banken in drei Punkten zusammen:
1. Die islamische Bank akzeptiert auch geringe Einlagen, während sich die gewöhnliche Bank für kleine Anlagen nicht interessiert.
2. Die islamische Bank bemüht sich bewusst darum, die Menschen zu stärken, „ihre Interessen auf dem Weg zu Gott zu verwirklichen“ (taḥqīq maṣāliḥihim ilā ṭarīq Allāh), während eine gewöhnliche Bank nur nach Gewinn strebt.
3. Die islamische Bank betrachtet sich als Teil einer allgemeinen islamischen Organisation, deren Aufgabe der Dienst an der islamischen Gesellschaft ist, während die gewöhnliche Bank keine Beziehung zwischen sich und der umgebenden Gesellschaft sieht.[10]

Dabei übersah er, dass beispielsweise Sparkassen auch kleinste Spareinlagen annehmen und Kreditinstitute allgemein im Rahmen der Beratungshaftung auch für die Wahrung des Kundennutzens einzustehen haben.
Pakistan begann noch 1977 mit ersten Vorstößen zur Islamisierung seiner Bankenwelt. Im Jahre 1979 verankerte der Iran während der Islamischen Revolution das Zinsverbot in seiner Verfassung, deren gesetzliche Umsetzung bis März 1984 dauerte. Er verstaatlichte im Juni 1979 sein Banksystem, seit März 1985 beruhen hier alle Bankgeschäfte auf islamischem Recht. Im September 1983 setzte der Sudan die Shari’a-Gesetze in Kraft, so dass alle Banken vom Zinsverbot erfasst wurden.
Als erste Bank, die das islamische Zinsverbot bei allen Bankgeschäften berücksichtigte, gilt die 1971 gegründete und im Staatsvermögen befindliche Nasser Social Bank in Kairo, es folgten unter anderem die Islamische Entwicklungsbank (Islamic Development Bank; Oktober 1975), die Dubai Islamic Bank (1975), die Faisal Islamic Bank of Egypt (1977), das Kuwait Finance House (1977), die Jordan Islamic Bank (1978), die Faisal Islamic Bank of the Sudan (1979) oder die Bahrain Islamic Bank (1979). Mit dem Islamic Banking System International Holdings entstand 1978 in Luxemburg die erste europäische islamische Bank. Inzwischen etablierten sich 1976 die islamischen Finanzkontrakte Murabaha und 1979 die Takaful als Lebensversicherung. In der Schweiz öffnete die Dar al-Mal al-Islami 1981 ihre Pforten. Im Juli 1983 eröffnete die erste malaysische Shari’a-konforme Bank Islam Malaysia. Der Zusatz „Islamic Bank“ weist seitdem darauf hin, dass eine Bank Schari'a-konforme Bankgeschäfte betreibt und von einem Schari'a-Board überwacht wird. Seit 1985 boten auch 50 konventionelle Banken islamische Finanzprodukte an. Im Februar 1990 entstand in Bahrein die Accounting and Auditing Organisation for Islamic Institutions (AAOIFI), zuständig für Standardisierung, Prüfung der Konformität zur Shari’a und Rechnungslegung der islamischen Finanzprodukte. Im Jahre 1992 sah das pakistanische Bundes-Schariagericht in allen Formen des Zinsennehmens einen Verstoß gegen die Scharia. Im August 2004 entstand mit der Islamic Bank Of Britain die erste Retail-Bank Großbritanniens. In Deutschland ist seit März 2015 die KT Bank AG die erste und bislang einzige Bank nach deutschem Recht, die nach islamischen Regeln Finanzprodukte und -dienstleistungen anbietet. Im Jahre 2016 veröffentlichte die AAOIFI 48 Shari’a-Standards, 26 Rechnungslegungsstandards und 5 Wirtschaftsprüfungsstandards.

## Arten islamischer Bankgeschäfte
Wegen der Erfüllung der islamischen Geschäftsprinzipien sind islamische Bankgeschäfte völlig anders strukturiert als konventionelle Bankgeschäfte.

### Geschäftsprinzipien
Islamische Bankgeschäfte müssen die fünf Prinzipien der Scharia erfüllen:
- Das absolute Zinsverbot (ribā): Finanzkontrakte dürfen keine Zinsen tragen. Verboten sind deshalb alle Kredit- und Einlagengeschäfte, aus denen Kredit- oder Habenzinsen resultieren. Zulässig sind jedoch Mieten oder Leasinggebühren.
- Verbot des Glücksspiels und der Wette (maysir): Derivate gelten als Wette und sind – selbst als reines Hedging – verboten.
- Verbot von Spekulation und Risiko (gharar): Aktienhandel mit rein spekulativen Interessen wie das Daytrading sind verboten, Aktienkäufe mit langfristiger Beteiligungsabsicht sind statthaft. Verboten ist der Leerverkauf.
- Verbot unmoralischer Geschäfte (Harām): Waffenhandel, Drogenhandel, Tabak, Alkoholkonsum, Schweinefleisch, Prostitution und Pornografie. Bankgeschäfte dürfen diese Geschäfte nicht zum Inhalt haben.
- Prinzip der Gewinn- und Verlustteilung: Der Investor ist als Unternehmer am Gewinn oder Verlust beteiligt und kein Gläubiger.

### Bankgeschäfte
Folgende Bankgeschäfte erfüllen diese Voraussetzungen:
- Girokonten
  - Wadīʿa (وديعة, von wadaʿa, „anlegen“; auch Wadiah): die Bank verwahrt die Bankguthaben des Kunden treuhänderisch, der das Geld jederzeit zurückfordern kann. Anstelle eines Habenzinses hat die Bank die Möglichkeit von kostenlosen Dienstleistungen oder Geschenken (hibah). Die Bank darf diese freiwilligen Leistungen jedoch nicht zusagen, weil dies einer Zinszahlung gleichkäme.
    - Bei Wadiah-Yad-Amanah-Konten (يد أمانة Yad Amāna) findet ausschließlich eine Verwahrung des Geldes statt. Weder darf die Bank den Betrag anderweitig anlegen oder investieren, noch darf sie für die Verwahrung Bankgebühren erheben. Die Bank verspricht zwar, den einbezahlten Betrag sorgfältig zu verwahren, kann die vollständige Rückzahlung jedoch nicht garantieren, wenn z. B. im Falle eines Feuers oder eines Banküberfalls gerade die vom Anleger eingezahlten Geldscheine verbrennen oder gestohlen würden.
    - Bei Wadiah-Yad-Dhamanah-Konten (يد ضمان, DMG Yad Ḍamān) garantiert die Bank im Gegensatz zu Wadiah-Yad-Amanah-Konten die vollständige Rückzahlung der Einlage. Dafür muss sie bei der Wiederanlage der Einlagen die Zustimmung des Kunden einholen und darf alle erwirtschafteten Gewinne behalten, muss jedoch auch entstehende Verluste ausgleichen. Bei dieser Kontenvariante sind Geschenke üblich. Die meisten Sparkonten, bei denen Sicherheit im Vordergrund steht, werden in Form von Wadiah-Yad-Dhamanah-Konten geführt.

  - Mudaraba-Konto: der Investor (rabb al-māl) legt Geld an, die Bank in ihrer Eigenschaft als Unternehmer (mudarib) stellt ihre Expertise für die Investition zur Verfügung. Die Bank tritt als Vermögensverwalter für das angelegte Kapital auf und kann frei entscheiden, wie es angelegt wird. Für den Fall, dass die Bank Gewinn erwirtschaftet, wird er geteilt. Im Verlustfall trägt jedoch der Anleger das alleinige Verlustrisiko. Im Gegenzug kann die Bank keine Zahlungen vom Anleger verlangen, solange sie keinen Gewinn erwirtschaftet. Gewinne und Verluste werden nur zur vereinbarten Endfälligkeit der Anlage bzw. zu bestimmten Terminen, ähnlich den Zinsterminen bei Anleihen fällig. Zwar können negative Ergebnisse entstehen, jedoch agieren islamische Banken bei diesen Konten sehr vorsichtig und investieren so, dass sich das Ergebnis gut vorhersagen lässt (z. B. in die Finanzierung von Wohnungen).
    - Bei Mudaraba-muqayyada-Konten sind der Bank Grenzen auferlegt, innerhalb derer sie investieren darf (z. B. hinsichtlich Geschäftsfeldern oder Anlagedauer).
    - Bei Mudaraba muthalaqa sind diese Restriktionen nicht vorhanden.

  - Qard al-Hassan (deutsch „das gute, weil zinslose Darlehen“; von qard, „Kredit“[16]): ist im Einlagengeschäft der Banken ein zinsloses, einer Zweckbindung unterliegendes Bankguthaben oder im Kreditgeschäft ein zinsloser Kleinkredit. Der Anlagetyp ist nur wenig populär und wird kaum angeboten. Er kann Basis für ein Girokonto sein, wobei die Bank durch die erwirtschafteten Gewinne die Bearbeitungsgebühren für das Girokonto ausgleicht.
- Kreditkarten entsprechen nicht islamischen Prinzipien, Debit-Karten, also Bezahlkarten auf Guthabenbasis, gehen dagegen konform mit den Ideen des islamischen Bankenwesens.
- Investmentfonds: Als Benchmark für islamische Investmentfonds dient oft der Dow Jones Islamic Market Index mit seinen Unterindices.[17] Er wird seit 1999 ermittelt und umfasst Aktien, die nach Auffassung des „DJIM Shari`ah Supervisory Board“ in Übereinstimmung mit islamischem Recht erworben werden dürfen. Im Dezember 2006 wurde auch durch Standard & Poor’s die Einführung einer Familie islamischer Aktienindices angekündigt. Neben dem S&P 500 Sharia für den amerikanischen Aktienmarkt werden auch ein europäischer S&P Europe 500 Sharia und ein japanischer S&P Japan 500 Sharia islamischer Index ermittelt.[18] Ein weiterer viel beachteter Index ist der FTSE Islamic Index. Eines der führenden Beratungsunternehmen für schari'a-konforme Investmentfonds ist Failaka Advisors. Jährlich werden mit dem Failaka Islamic Fund Awards die besten Investmentfonds ausgezeichnet. Der seit 1996 erscheinende jährliche Failaka Islamic Funds Report gilt mittlerweile als eine wichtige Messgröße in diesem Spezialbereich der Investmentfonds.
- Finanzierungsinstrumente
  - Murabaha („Weiterverkauf mit Aufschlag“; von ribh, „Gewinn“): ist die häufigste Form der islamischen Fremdfinanzierung, bei der ein Kreditinstitut die zu finanzierende Handelsware (Commodities) erwirbt und sie dann mit einer Gewinnspanne (englisch Add-on, oder mark-up) an den islamischen Käufer weiterverkauft, der sie zu einem späteren Termin bezahlt. Der Add-on entspricht genau dem Kreditzins und der Tilgung. Etwa 75 % aller schari'a-konformen Verträge basieren auf dieser Konstruktion.[19]
    - Tawarruq (deutsch „flüssig machen“) besteht aus zwei Kaufverträgen und ist unter islamischen Rechtsgelehrten umstritten. Im ersten Kaufvertrag erfolgt die sofortige Übergabe der Waren gegen Zahlungsziel, beim zweiten Kaufvertrag übergibt der Käufer aus dem ersten Kaufvertrag die Ware Zug um Zug gegen Zahlung, die er am Ende des Zahlungsziels an den Verkäufer aus dem ersten Kaufvertrag weiterleiten kann („umgekehrte Murabaha“). Sie kann der Umschuldung dienen.
    - Istisna (deutsch „lass jemand bauen“) ist eine Objektfinanzierung oder Projektfinanzierung in Form eines Forwards, bei der der zu finanzierende Gegenstand ein noch zu errichtendes Bauwerk darstellt. Sie ähnelt dem Werkvertrag, jedoch wird das Bauwerk erst nach vollständiger Fertigstellung zu einem vorher vereinbarten Festpreis bezahlt.

  - Idschara (deutsch „Miete“) ist ein Leasingmodell, bei dem der Leasinggeber als Eigentümer dem Leasingnehmer die Nutzung des Leasingobjektes gegen Leasinggebühren überlässt. Eine Kaufoption zu Gunsten des Leasingnehmers ist nicht gestattet.[20]
  - Sukuk / صكوك / ṣukūk (von sakk, „Zertifikat“): Nach Art. 2 AAOIFI Shariah-Standard 17 wird die Sukuk als Zertifikat definiert, das „untereinander gleichrangige, ungeteilte Anteile am Eigentum von Sachvermögen, Nießbrauch und Dienstleistungen oder Eigentum an Vermögenswerten eines bestimmten Projekts oder einer besonderen Investmenttätigkeit darstellt“.[21] Die islamische Anleihe gewährt dem Anleihegläubiger einen Eigentumsanteil am Vermögen des Anleiheschuldners und ist deshalb als forderungsbesichertes Wertpapier zu qualifizieren. Es gibt keinen Anleihezins, sondern eine Einnahmebeteiligung an den finanzierten Vermögensteilen (etwa Miete). Mieterlöse können an Referenzzinssätze wie LIBOR gekoppelt werden.
  - Mudaraba (deutsch „Spekulation“) ist eine stille Beteiligung, bei der der Kapitalgeber dem Unternehmer eine Kapitalbeteiligung mit anteiliger Gewinn- und Verlustbeteiligung zur Verfügung stellt.
  - Muscharaka (von schirkat, „gemeinsam“) ist eine Beteiligungsfinanzierung mit vollständiger Gewinn- und Verlustteilung.

Diese Finanzierungsinstrumente besitzen zahlreiche Unterarten. Die Standardisierung dieser Finanzkontrakte, die Prüfung ihrer Konformität zur Shari’a und die Rechnungslegung überwacht die AAOIFI. Im Jahre 2016 veröffentlichte die AAOIFI 48 Shari’a-Standards, 26 Rechnungslegungsstandards und 5 Wirtschaftsprüfungsstandards.
Die gelegentlich aufkommende Behauptung, islamische Finanzierungsinstrumente seien schuldnerfreundlicher als konventionelle Finanzierungen, ist unzutreffend. Verlieren die Kreditnehmer (die nur formal keine Kreditnehmer sind) etwa bei Murabaha oder Ijara ihre Schuldentragfähigkeit und können den faktischen Schuldendienst (etwa den Add-on bei der Murabaha oder die Leasingraten beim Ijara) nicht mehr tragen (englisch non-payment), so löst dies auch bei den genannten Finanzkontrakten eine Kündigung (Kreditkündigung) aus. Es ist gleichgültig, ob jemand Zins und Tilgung oder Miete/Leasinggebühr nicht mehr bezahlen kann.

## Bankenarten
In islamisch geprägten Staaten gibt es drei verschiedene Bankengruppen:
- Entwicklungsbanken (englisch development banks) konzentrieren sich auf die wirtschaftliche Entwicklung muslimischer Staaten der Dritten Welt.
- islamische Banken (englisch islamic banks) bieten eine begrenzte Bandbreite von islamkonformen Finanzprodukten an und werden durch einen eigenen Shari’a-Aufsichtsrat überwacht.
- Geschäftsbanken (englisch merchant banks; oft Niederlassungen oder Tochtergesellschaften internationaler Großbanken) bieten alle westlichen Bankgeschäfte an. Die im November 1975 in Bahrain durch den Golf-Kooperationsrat und Irak gegründete Gulf International Bank ist ein typisches Beispiel.

In islamischen Staaten mit strenger Shari’a-Anwendung dürfen die westlichen Geschäftsbanken ausschließlich Shari’a-konforme Finanzprodukte anbieten.

## Dokumentation
Aus Sicht der internationalen Großbanken handelt es sich bei den Fremdfinanzierungen um Kreditgeschäfte. Die nicht-islamischen Kreditinstitute stufen diese Fremdfinanzierungen als Kredite ein, die islamischen Geschäftspartner als Kreditnehmer und die Transaktion als Kreditgeschäft mit Kreditrisiko. Die islamischen Geschäftspartner werden mit einem Rating versehen. Den Kreditverträgen werden die Standardverträge der Loan Market Association unter Beteiligung internationaler Anwaltskanzleien zugrunde gelegt. Die Konformität mit dem islamischen Recht wird einerseits durch die AAOIFI und andererseits durch islamische Rechtsgutachten (fatwa) von Rechtsgelehrten (ʿUlamā') sichergestellt. Die nach IFRS bilanzierenden internationalen Großbanken dürfen diese Geschäfte nach dem Bilanzierungsgrundsatz vom Vorrang des Inhaltes über die Form (englisch substance over form, wirtschaftliche Betrachtungsweise nach IFRS 9, 10) wie verzinsliche Kredite verbuchen.
Rechtsrisiken können für nicht-islamische Banken aus der mangelnden Durchsetzbarkeit der Verträge entstehen. Rechtsrisiken sind im Bankwesen der EU-Mitgliedstaaten seit Januar 2014 Bestandteil der operationellen Risiken und gehören damit nicht zu den bankbetrieblichen Risiken. Die Legaldefinition des operationellen Risikos in Art. 4 Abs. 1 Nr. 52 Kapitaladäquanzverordnung (englische Abkürzung CRR) bezieht die Rechtsrisiken ausdrücklich ein. Art. 194 Nr. 1 CRR verlangt für alle Kreditsicherheiten, dass Kreditinstitute die Rechtswirksamkeit und Durchsetzbarkeit in „allen relevanten Rechtsräumen“ überprüfen und zur kontinuierlichen Durchsetzbarkeit diese Prüfung bei Bedarf wiederholen. Rechtsgutachten (englisch legal opinions) sorgen bei Vertragserstellung dafür, dass Rechtsrisiken ausgeschlossen werden, und bestätigen, dass die Verträge zum Zeitpunkt der Überprüfung rechtmäßig (englisch legal), gültig (englisch valid), rechtsverbindlich (englisch binding) und durchsetzbar (englisch enforceable) sind.

## Bedeutung
Ernst & Young zufolge hatte die Branche 2013 ein Geschäftsvolumen von 778 Milliarden US-Dollar und ist seit 2009 jährlich um 17 % gewachsen. In verschiedenen muslimischen Ländern wie Saudi-Arabien, Kuwait und Bahrain läge der Marktanteil bei 48,9 %, 44,6 % und 27,7 %. 21 islamische Banken weisen eine Marktkapitalisierung von über USD 1 Milliarde auf.
Seit 2006 bieten auch deutsche Banken islamische Finanzierungsinstrumente an, vor allem die DWS Investments, die Fondsgesellschaft der Deutsche Bank Gruppe. Sie offeriert zahlreiche Fonds und „Sukuks“, die entweder bankeigen gemanagt oder zusammen mit Partnern wie der Ithmaar-Gruppe in Bahrain gesponsert werden. Der größte schari'a-konforme Fonds, den die Deutsche Bank islamischen Kunden anbietet, war zu Jahresbeginn 2007 der „DWS Noor Islamic Funds“ mit gezeichneten Werten von total 2 Mrd. USD. Die Commerzbank dagegen hat ihren im Jahr 2000 aufgelegten „Alsukoor-Fonds“ Ende 2005 wieder aufgelöst, da er laut Eigendarstellung angeblich zu wenig Interessenten fand und eigentlich nur auf Wunsch einer saudi-arabischen Familie gegründet worden sei. Die UBS, größte Schweizer Bank und führender Vermögensverwalter der Welt, liquidierte Ende 2006 ihre erst Ende 2002 gegründete islamische Tochterbank „Noriba“ in Manama. Deren Geschäfte seien aus Kostengründen wieder in die Zentrale bzw. den Regionalbereich Mittlerer Osten in Genf integriert worden. Da zur selben Zeit sowohl UBS als auch Commerzbank dem Drängen der USA nachgaben und sich aus politischen Gründen von allen Kunden im Iran trennten, vermuteten Schweizer Fachjournalisten jedoch politischen Druck der Bush-Regierung als wirklichen Grund und beklagten die Abwanderung des Fachpersonals zur Deutschen Bank. Anders als in Großbritannien gab es in Deutschland bis 2010 keine islamische Bank, sondern „islamische Fenster“ konventioneller Banken. 2010 eröffnete in Mannheim die KT Bank, zunächst als Zweigstelle und zur Drittstaateneinlagenvermittlung an das Mutterunternehmen Kuveyt Türk Katılım Bankası in Istanbul, mehrheitlich im Besitz des Kuwait Finance House. Im März 2015 erteilte die BaFin der KT Bank die Lizenz als Einlagenkreditinstitut. Somit ist die KT Bank die erste islamische Bank in Deutschland und der gesamten Eurozone. Am 3. Oktober 2006 hat die Eidgenössische Bankenkommission (EBK) der Faisal Private Bank Switzerland in Genf als erster rein islamischer Privatbank des Landes eine Banklizenz erteilt, welche der Eigentümer 2012 zurückgab, um das Geschäft als Family-Office weiterzuführen.
In Europa ist die wirtschaftliche Bedeutung gemäß einer Untersuchung der Europäischen Zentralbank gering.